# Chaenusa llopisi
Chaenusa llopisi är en stekelart som beskrevs av Docavo Alberti 1962. Chaenusa llopisi ingår i släktet Chaenusa och familjen bracksteklar. Inga underarter finns listade i Catalogue of Life.